# NATO Aegis Ashore Missile Defence Site Deveselu
Il NATO Aegis Ashore Missile Defence Site Deveselu è un'installazione militare della NATO con sede nella città romena di Deveselu. È il primo sito della NATO che ha il compito di scoprire, tracciare, ingaggiare e distruggere eventuali missili balistici fuori dall'atmosfera in avvicinamento allo spazio aereo della NATO in Europa. Esso è inserito nel NATO Integrated Air and Missile Defence System e in particolare nel NATO missile defence system, il sistema di difesa contro i missili balistici, comandato dall'Allied Air Command di Ramstein-Miesenbach e composto anche da quattro cacciatorpediniere lanciamissili della US Navy classe Arleigh Burke, con sede a Rota (Spagna) e che imbarcano lo stesso sistema d'arma e da una installazione con radar di scoperta iniziale a Malatya in Turchia.
Tale sito si avvale del sistema d'arma tipo Aegis BMD e del missile antimissile balistico RIM-161 Standard Missile 3 Block IB che ha una gittata di oltre 2500 km (si prevede di installarne una versione con una gittata ulteriore, il Block IIA, ed in seguito il IIB) e velocità 15.25 Mach. Il missile Block IB è in grado di intercettare e abbattere missili balistici a corto raggio e a medio raggio; il missile Block IIA sarà in grado di abbattere anche i missili balistici a raggio intermedio; il missile Block IIB in futuro sarà in grado potenzialmente di intercettare anche i missili balistici intercontinentali. Tale sistema è stato sviluppato, costruito, installato dagli Stati Uniti d'America e viene operato da equipaggi della United States Navy, gli unici ad avere già esperienza con il Sistema Aegis, a bordo dei Cacciatorpediniere lanciamissili Classe Arleigh Burke e degli Incrociatori lanciamissili Classe Ticonderoga.
È stato inaugurato nel maggio 2016 dal Segretario Generale della Nato Jens Stoltenberg e posto sotto il controllo strategico dell'Allied Joint Force Command Naples ed il comando operativo dell'Allied Air Command.
Nel 2018 sarà inoltre attivata un'analoga installazione a Redzikowo, vicino Słupsk, in Polonia, in costruzione dal 2016.